# Palù
Palù és un comune (municipi) de la província de Verona, a la regió italiana del Vèneto.
A 1 de gener de 2020 la seva població era de 1.252 habitants.
Palù limita amb els següents municipis: Oppeano, Ronco all'Adige i Zevio.